# Imshaugia pyxiniformis
Imshaugia pyxiniformis är en lavart som beskrevs av Elix. Imshaugia pyxiniformis ingår i släktet Imshaugia och familjen Parmeliaceae.   Inga underarter finns listade i Catalogue of Life.